# Gunnar Jansson
Gunnar Jansson (Gotemburgo, 17 de julho de 1907 – 13 de maio de 1998) foi um futebolista sueco.
Ele competiu na Copa do Mundo FIFA de 1934, sediada na Itália.